# Tipula williamsii
Tipula williamsii är en tvåvingeart som beskrevs av Doane 1909. Tipula williamsii ingår i släktet Tipula och familjen storharkrankar. Inga underarter finns listade i Catalogue of Life.